# 福田和子 整形逃亡15年
『実録ドラマスペシャル 女の犯罪ミステリー「福田和子 整形逃亡15年」』（じつろくドラマスペシャル おんなのはんざいミステリー「ふくだかずこ せいけいとうぼうじゅうごねん」）は、2016年3月17日19:00 - 20:54にテレビ朝日系で放送されたテレビドラマ。主演は寺島しのぶ、原作は大下英治の『福田和子事件』。

## 概要
1982年8月に愛媛県松山市で発生した殺人事件「松山ホステス殺害事件」の犯人であり、2度の整形手術をし、20もの偽名を使うなど、北海道から山口県まで全国規模での、15年間にも及ぶ逃避行を続け、時効寸前に逮捕された、福田和子を主人公としている。ドラマでは、福田和子の半生を、実際の報道や関連記録をもとに、過去に起きた一連の事件を描く実録パートと、現代のとある出版社の編集部が、取材を通してその事件を知っていく現代パートの両面から描いている。

## キャスト
※福田和子以外の登場人物は仮名となっている。
福田和子
演 - 寺島しのぶ
『松山ホステス殺害事件』の犯人。夫と4人の子どもを愛媛県に残し、逃亡。数々の偽名を使い、美容整形を繰り返して別人になりきるなど、大胆な嘘を塗り重ねながら15年に及ぶ逃亡生活を送る。時効寸前に逮捕された。
如月夏希
演 - 松岡茉優
『週刊フォーラム』編集部に配属された新入社員。ファッション誌の配属を希望していた。福田和子事件を取材する。
勝矢真司
演 - 安田顕（TEAM NACS）
『週刊フォーラム』編集長。夏希に福田和子事件の取材を命じる。
福田俊次
演 - 滝藤賢一
和子の夫。
福田貞夫
演 - 中村倫也
和子の長男。和子が逃亡中に石川県で暮らしていた老舗店に親戚と偽って呼び寄せた。
五十嵐忠
演 - 眞島秀和
松山時代の和子の愛人の1人。
高山芳江
演 - 木村佳乃
和子が勤めていた松山にある高級クラブのナンバーワンホステス。事件の被害者。
とみ子
演 - キムラ緑子
福井県にあるおでん屋の女将。常連客の女性が和子と気づき通報し、逮捕につながった。
渋川斉一郎
演 - 杉本哲太
石川県にある老舗店の主人。金沢に逃亡した和子と知り合い、和子と夫婦同然の生活を送る。

## スタッフ
- 原作：大下英治『福田和子事件』
- 脚本：山浦雅大
- 音楽：𠮷川清之
- 監督：藤岡浩二郎
- ゼネラルプロデューサー：関拓也（テレビ朝日）
- プロデューサー：大江達樹（テレビ朝日）、河瀬光（東映）
- 制作：テレビ朝日、東映